# Vintergatan, Skellefteå

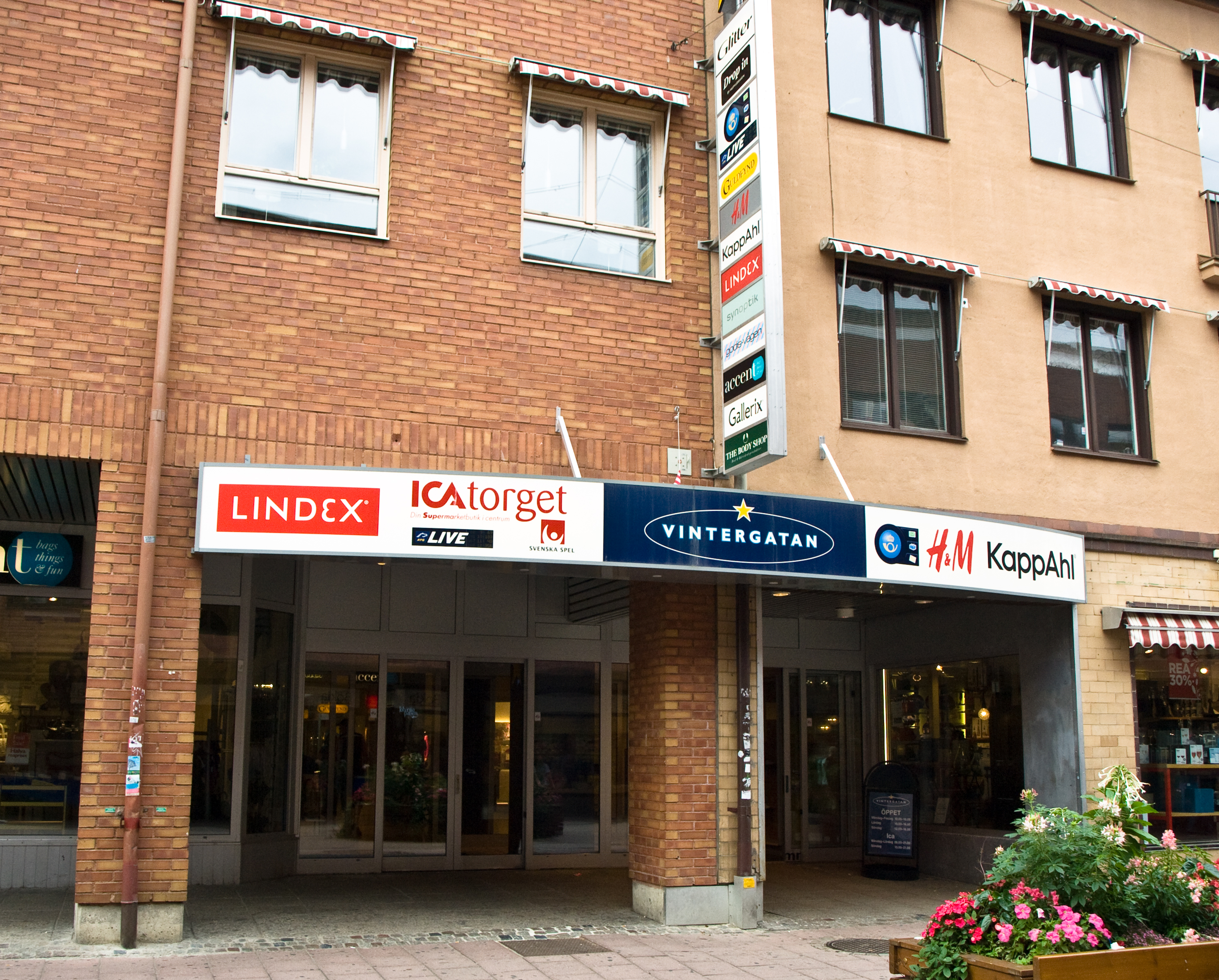
Vintergatans södra entré.

Vintergatan är en galleria i kvarteret Idun i centrala Skellefteå med 19 butiker och restauranger. Vintergatan är den andra gallerian i ordningen; efter Gallerian (finns ej längre) och före Arkaden (finns ej längre) och Citykompaniet.

## Historia
Fastigheten Idun köptes av Johan Wiklund 1898 som då drev en charkuteriaffär. Sonen Gustav Wiklund startade ett bageri, Gewes Bageri och konditori, på samma gård 1935. År 1965 stod varuhuset EPA klart på platsen, den del av Vintergatan som är mot Guldtorget.
Gustavs son Lars Wiklund förvärvade fastigheten på 1970-talet och lät uppföra gallerian Vintergatan tillsammans med NCC och Ica. Vintergatan invigdes 1985 efter ungefär ett års byggtid. De butiker som funnits i gallerian sedan den invigdes är Synoptik. På 1990-talet inrymdes Gewes konditori i Vintergatan.
År 2000 förvärvades större delen av gallerian av Stella Polaris Fastigheter. År 2010 förvärvades delar av Vintergatan av Diös från Stella Polaris Invest AB. År 2017 förvärvade Diös, Idun 10, en av fastigheterna som ingår i Vintergatan av Svenska Handelsfastigheter.